# The Good Egg (film, 1945)
 (juin 2021).
Si vous disposez d'ouvrages ou d'articles de référence ou si vous connaissez des sites web de qualité traitant du thème abordé ici, merci de compléter l'article en donnant les références utiles à sa vérifiabilité et en les liant à la section « Notes et références ».
The Good Egg est un cartoon de la série Mr. Hook réalisé par Chuck Jones et sorti en 1945.